# Лушников Микола Миколайович
Микола Миколайович Лушников (? — ?) — радянський державний діяч, міністр рибної промисловості Української РСР. 

## Життєпис
Освіта вища. Член ВКП(б).
На 1939—1943 роки — начальник Головрибводу Народного комісаріату рибної промисловості СРСР.
31 січня 1949 — грудень 1952 року — міністр рибної промисловості Української РСР.
У серпні 1951 року отримав від Політбюро ЦК КП(б)У догану за «недостойну поведінку в побуті, яка виявилася в пияцтві».
У 1955—1957 роках — директор Сахалінського науково-дослідного інституту рибного господарства і океанографії.

## Нагороди
- орден Трудового Червоного Прапора (2.04.1939)
- орден «Знак Пошани» (23.08.1943)
- ордени
- медалі